# Sistema d20
O Sistema d20 (d20 system no original) é um mecanismo de jogo para RPGs, publicado em 2000 pela Wizards of the Coast e baseado na terceira edição do jogo Dungeons and Dragons. Criado por Jonathan Tweet, Monte Cook e Skip Williams, e por sua vez baseado no material original de Gary Gygax e Dave Arneson. O sistema é nomeado dessa forma por usar um dado de 20 faces como base.
Muito do sistema d20 foi lançado com o  System Reference Document (SRD) sob a Open Game License (OGL) como Open Game Content (OGC), que permite que editores comerciais e não comerciais liberem modificações ou suplementos ao sistema sem pagar por o uso da propriedade intelectual associada ao sistema, que é propriedade da Wizards of the Coast.
O ímpeto original para o licenciamento aberto do Sistema d20 envolveu a economia da produção de RPGs. Os suplementos para jogos tiveram vendas muito mais baixas ao longo do tempo do que os livros básicos necessários para jogar o jogo. Ryan Dancey, gerente da marca Dungeons & Dragons na época, dirigiu o esforço de licenciar a nova edição de Dungeons & Dragons por meio da marca registrada do Sistema d20, permitindo que outras empresas suportassem o Sistema d20 sob uma identidade de marca comum. Isso é diferente da Open Game License, que simplesmente permite que qualquer parte produza trabalhos compostos ou derivados da designada Open Game Content.

## Mecânica Básica

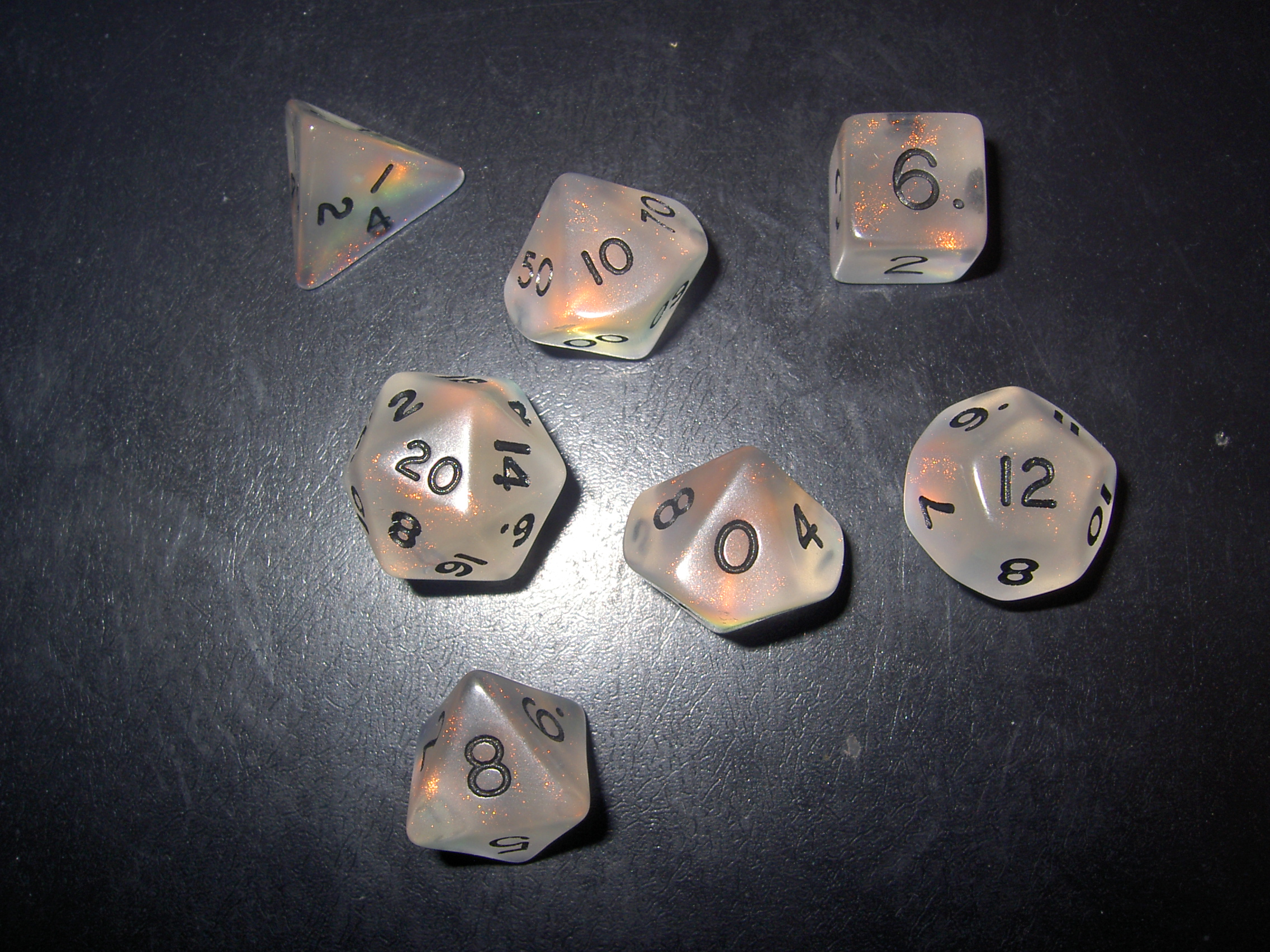
Dados utilizados no Sistema d20

O sistema d20 é um derivado da terceira edição de Dungeons & Dragons. Os três designers principais por trás do sistema d20 foram Jonathan Tweet, Monte Cook e Skip Williams; muitos outros contribuíram, principalmente Richard Baker e o então presidente da Wizards of the Coast, Peter Adkison. Muitos dão a Tweet a maior parte do crédito pela mecânica de resolução básica, citando semelhanças com o sistema por trás de seu jogo Ars Magica. No entanto, o Tweet afirmou: "Os outros designers já tinham uma mecânica central semelhante à atual quando entrei para a equipe de design". 
Para resolver uma ação no sistema d20, um jogador rola um dado de 20 lados e adiciona modificadores com base na aptidão natural do personagem (definido por seis atributos: Força, Destreza, Constituição, Inteligência, Sabedoria e Carisma) e quão habilidoso o personagem está em vários campos (como em combate), bem como em outros modificadores situacionais. Se o resultado for maior ou igual a um número alvo (chamado de Classe de Dificuldade ou CD), a ação foi bem-sucedida. Isso é chamado de Core Mechanic. Este sistema é usado consistentemente para todas as resoluções de ação no sistema d20. Em jogos anteriores da família D&D, as regras para diferentes ações, como as tabelas de acertos da primeira edição ou a segunda edição Advanced Dungeons & Dragons e a mecânica dos testes de resistência, variaram consideravelmente em quais dados foram usados e mesmo que números altos ou baixos fossem preferíveis.  De um ponto de vista matemático, as tabelas do sistema antigo não diferem muito das do novo sistema, sendo equivalentes – entretanto, a última versão foi projetada para ser mais rápida e fácil de usar, estimando probabilidades de um modo mais intuitivo.
O Sistema d20 foi lançado como "System Reference Document" (“Documento de Referência de Sistema”') ou SRD (dois SRDs separados foram lançados, um para D&D 3ª edição e outro para a edição 3.5) sob OGL (Open Game License), ou seja, como um conteúdo de jogo aberto, o que permite a publicar comercial ou não comercialmente modificações ou suplementos para o sistema sem pagar pelo uso da propriedade intelectual associada, domínio da Wizards of the Coast.
Teoricamente, essa medida espalharia custos com a suplementação do jogo e aumentaria as vendas dos Livros de Regras Básicos, os quais podem apenas ser publicados pela Wizards of the Coast, sob os selos Dungeons and Dragons e d20. 
O Sistema d20 não é apresentado como um sistema genérico, em qualquer de suas publicações ou distribuições livres, ao contrário de jogos como GURPS. Em vez disso, o núcleo do sistema foi apresentado em uma variedade de formatos que foram adaptados por várias editoras (tanto da Wizards of the Coast, quanto de terceiros) para configurações e gêneros específico,  muito parecido com o sistema de RPG básico comum aos primeiros jogos da veterana editora Chaosium.
d20 Modern tem seu próprio SRD, chamado Modern System Reference Document (MSRD). O MSRD inclui material de d20 Modern Roleplaying Game, Urban Arcana Campaign Setting, o d20 Menace Manual, e d20 Future, este abrange uma ampla variedade de gêneros, mas destina-se aos dias atuais, ou no caso do último deles, uma configuração futurista.

### d20 Modern
O sistema de d20 Modern é muito semelhante ao Sistema d20. As principais diferenças são o ambiente high-tech e as classes de personagem, que são apenas seis: Tough Hero ("Herói Resistente"), Strong Hero ("Herói Forte"), Fast Hero ("Herói Rápido"), Smart Hero ("Herói Esperto"), Dedicated Hero ("Herói Dedicado") e Charismatic Hero ("Herói Carismático").

## Histórico

### Desenvolvimento
Ryan Dancey acreditava que a força de Dungeons & Dragons estava em sua comunidade de jogos, e não em seu sistema de jogo, o que sustentava sua crença no axioma de Skaff Elias conhecido como "Efeito Skaff", que sugeria que outras empresas apenas aumentavam o sucesso do líder de mercado de RPG , que agora era a Wizards of the Coast. Dancey também teorizou que a proliferação de sistemas de jogo enfraqueceu a indústria de RPG, e essas crenças levaram à ideia de permitir que outros editores criassem suplementos para D&D.  Isso levou a um par de licenças lançadas pela Wizards em 2000, antes de o lançamento da terceira edição do D&D: a Open Gaming License (OGL) tornou a mecânica da terceira edição do D&D permanentemente aberta e disponível para uso como um conjunto de documentos de referência do sistema, enquanto a Licença de Marca Registrada d20 construída sobre isso, permitindo que os editores usassem o oficial da Wizards Marca "d20" para mostrar que seus produtos eram compatíveis. Ao contrário da OGL, a licença d20 foi escrita para que pudesse ser cancelada em algum momento no futuro.
O primeiro RPG a usar as regras de D&D foi publicado pela própria Wizards, um jogo baseado na franquia Star Wars.
Inicialmente, houve um boom na indústria de RPG causado pela licença d20, com várias empresas produzindo seus próprios suplementos d20. Algumas empresas utilizaram o sistema d20 para tentar impulsionar as vendas de seus próprios sistemas, incluindo jogos do Atlas e Chaosium, enquanto muitas outras editoras produziram conteúdo exclusivamente para d20, incluindo empresas mais antigas, como e novas como Goodman Games, Green Ronin, Mongoose Publishing, e Troll Lord Games. O sucesso da licença d20 ajudou a lançar a indústria do RPG em formato pdf; havia uma demanda por produtos d20 e a entrega eletrônica ofereceu uma maneira muito rápida e barata para distribuir conteúdo.

### 2000–2003: boom do d20
Inicialmente, houve um boom na indústria de RPG causado pela licença d20, com várias empresas produzindo seus próprios suplementos d20. Algumas empresas usaram o sistema d20 para tentar aumentar as vendas de seus próprios sistemas proprietários, incluindo Atlas Games e Chaosium, enquanto muitos outros editores produziram exclusivamente conteúdo d20, incluindo empresas mais antigas como Alderac Entertainment, Fantasy Flight Games, e White Wolf, como bem como novas empresas como Goodman Games, Green Ronin, Mongoose Publishing e Troll Lord Games. O sucesso da licença d20 ajudou a lançar a indústria de RPG PDF; havia uma demanda por produtos d20, e a entrega eletrônica oferecia aos jogadores uma maneira muito rápida e barata de distribuir conteúdo.
A Wizards também começou a usar seu novo sistema d20 para mais do que apenas jogos de fantasia, incluindo o Star Wars Roleplaying Game (2000) e o d20 Modern Roleplaying Game (2002).  A Wizards desenvolveu uma das configurações do d20 Modern em um livro de fontes completo : o Urban Arcana Campaign Setting (2003), e estendeu d20 ainda mais com a ficção científica d20 Future (2004) e o histórico d20 Past (2005), então fechou a linha d20 Modern em 2006 com outro cenário de campanha, Dark • Matter. Editoras terceirizadas usaram esses livros do gênero d20 como base para suas próprias configurações de campanha; também. Por exemplo, a White Wolf usou as regras d20 Modern para publicar uma versão licenciada do Gamma World (2006), bem como alguns suplementos.

### 2003 em diante: edição 3.5 e d20 bust
Em resposta ao sexualmente explícito Book of Erotic Fantasy  (2003) anunciado pela Valar Project para Dungeons & Dragons, a Wizards of the Coast alterou a licença d20 para exigir que as publicações atendessem aos "padrões de decência da comunidade", levando os Valar a simplesmente removerem referências diretas a Dungeons & Dragons e publicar o livro sob a OGL. Este evento, ao destacar que a Wizards of the Coast ainda detinha um amplo poder discricionário sobre o que contava como material d20 legítimo, fez os escritores de jogos terceirizados ficarem desconfiados de publicar sob a licença d20. 
Na Gen Con 36, em agosto de 2003, a Wizards publicou uma versão atualizada de Dungeons & Dragons, a edição 3.5. Editores terceirizados tiveram muito poucos avisos sobre a atualização e muitas empresas ficaram presas com livros que estavam desatualizados antes mesmo de atingirem seu público. A Wizards não ofereceu nenhuma atualização para a marca registrada d20. Exacerbando o problema, o mercado estava sofrendo um grande excesso de material de baixa qualidade publicado sob o rótulo d20, já que muitos editores, tanto mesquinhos quanto estabelecidos, se apressavam mal- aventuras escritas e expansões para imprimir para tentar tirar proveito da popularidade do d20, em última análise, desvalorizando o valor da marca entre os consumidores.Entre essas duas crises, muitos editores d20 faliram ou deixaram o campo, mas a maioria dos que permaneceram abandonou a marca registrada d20 inteiramente, publicando em vez disso sob a OGL. As editoras perceberam que poderiam publicar jogos d20 que não dependessem dos principais livros da Wizards of the Coast, e as editoras até começaram a criar competidores diretos para D&D usando a OGL.

## Marca registrada
Como Dungeons & Dragons é o RPG mais popular do mundo, a partir da década de 2000, muitas editoras produziram produtos projetados para serem compatíveis com esse jogo e com d20 Modern. Wizards of the Coast forneceu uma licença separada que permitiu aos editores a utilização de alguns dos seus termos e a marca registrada e um logótipo para ajudar os consumidores a identificar esses produtos. Essa ficou conhecido como d20 System Trademark License. 
Para carregar a Marca registrada "D20" os suplementos não podiam conter as regras de Criação e Evolução de Personagem, o que obriga o jogador a comprar pelo menos os livros básicos do D&D. Caso o suplemento colocasse regras de Criação e Evolução de Personagem não poderia então usar o Logotipo "D20", nem pode dizer que era compatível com D20.
Com o lançamento da quarta edição de Dungeons & Dragons em 2008, a Wizards of the Coast revogou a D20STL original, substituindo-a por uma nova licença especificamente para D&D, conhecida como a Game System License. Os termos desta licença são semelhantes ao D20STL, mas não há OGL associado ou conteúdo aberto, e a quarta edição SRD simplesmente lista os itens e cláusulas que podem ser usados em produtos licenciados. Isso não afetou a posição legal do OGL, e produtos baseados na SRD ainda podem ser lançado sozinho sob a OGL.

## Críticas
Ao contrário do OGL, o sistema d20 é revogável e controlado pela Wizards of the Coast. A Wizards of the Coast tem a capacidade de alterar a Licença de Marca Registrada do sistema d20 à vontade e oferece um "período de cura" curto de 30 dias para retificar quaisquer problemas com a licença antes do encerramento. Essas alterações se aplicam retroativamente a todo o material publicado sob a licença de marca comercial do sistema d20.

### Book of Erotic Fantasy e mudanças em 2003
Quando a empresa de jogos Valar Project, sob o comando do ex-gerente da marca Wizards of the Coast, Anthony Valtera, tentou publicar o Book of Erotic Fantasy (BoEF), que se concentrava em conteúdo sexual, a Wizards of the Coast alterou a licença de marca registrada do sistema d20 antes da publicação do BoEF, adicionando uma cláusula de "padrões de qualidade" que exigia que os editores cumprissem os "padrões de decência da comunidade". Isso posteriormente impediu a publicação do livro sob o sistema d20.  Wizards of the Coast disse que isso foi feito para proteger sua marca registrada do sistema d20. O Book of Erotic Fantasy foi posteriormente publicado sem a marca registrada sistema d20 sob a OGL. Outros livros publicados subsequentemente em circunstâncias semelhantes incluem Nuisances da Skirmisher Publishing, que inclui em sua capa a isenção de responsabilidade "Aviso: destinado apenas a leitores adultos".
A mesma rodada de alterações na licença também limitou o tamanho no qual o texto "Requer o uso do Livro do Jogador de Dungeons & Dragons, Terceira Edição, publicado pela Wizards of the Coast" (que deve aparecer na capa ou contracapa da maioria dos produtos fantasy d20 System) podem ser impressos e é proibido fazer parte dele maior do que o resto. Isso foi percebido como sendo voltado para o mesmo livro Valar; as primeiras maquetes da capa tinham as palavras "Dungeons & Dragons" no texto acima impressas muito maiores e em uma fonte diferente do resto, bem no topo da capa. Isso poderia ter feito o livro parecer uma publicação oficial de D&D para um observador casual ou desinformado. A versão publicada não traz esse texto na capa.

### Outras críticas
Críticas também são feitas às condições de rescisão da Licença de Marca Registrada do sistema d20 por violação de seus termos. A licença exige que, em caso de violação dos termos do sistema d20, o que inclui quaisquer modificações subsequentes da licença após a publicação de um trabalho usando a marca registrada do sistema d20, todo o inventário e material de marketing devem ser destruídos. Cumprir as condições de violação é uma tarefa onerosa para empresas de jogos menores. A mera ameaça de imposição dessa condição foi um grande golpe para a extinta editora Fast Forward Entertainment, que havia lançado vários livros que usavam conteúdo não aberto da Wizards of the Coast devido ao mal-entendido do presidente da empresa, Jim Ward, sobre a licença.
Outra crítica diz respeito à parte da Licença de Marca Registrada do Sistema d20 que define "Open Game Content" para incluir a mecânica do jogo e pretende licenciá-lo. É geralmente considerado que a mecânica do jogo não pode ser protegida por direitos autorais nos Estados Unidos. De acordo com uma circular no site do US Copyright Office: "Depois que um jogo se torna público, nada na lei de direitos autorais impede que outros desenvolvam outro jogo com base em princípios semelhantes."
Um resultado disso foi o abandono da Licença do sistema d20 por alguns editores em favor de uma designação simples de "OGL". Os jogos licenciados da Mongoose Publishing baseados na franquia Conan, o bárbaro (Conan: The Roleplaying Game) e no romance Tropas Estelares de Robert A. Heinlein, por exemplo, usam sistemas que funcionam quase de forma idêntica ao d20, mas não carregam o logotipo d20.

## Sistemas derivados
O sistema d20 está sob uma licença livre, vários autores criaram sistemas derivados. Estes sistemas são autônomos, no sentido de que eles não precisam dos livros de Dungeons & Dragons ou d20 Modern. Eles possuem vários aspectos do sistema d20, mas introduzem nuances, geralmente a simplificação de certos itens e a introdução de novas regras. Eles são publicados sob licença OGL, mas não usam a marca registrada do sistema d20. A pratica se intensificou com o lançamento da Quarta Edição de D&D (2008) e o surgimento da Game System License (GSL), que era mais restritiva que a OGL.
- Conan: The Roleplaying Game (Mongoose Publishing)
- Mutants & Masterminds (Green Ronin Publishing);
- Pathfinder Roleplaying Game (Paizo Publishing);
- Tormenta RPG (Jambô Editora).

## Ver Também
- Retroclone